# Xanthorhoe simushira
Xanthorhoe simushira är en fjärilsart som beskrevs av Felix Bryk 1942. Xanthorhoe simushira ingår i släktet Xanthorhoe och familjen mätare. Inga underarter finns listade i Catalogue of Life.